# Drew Daniels (Kameramann)
Drew Daniels ist ein US-amerikanischer Kameramann.

## Leben
Drew Daniels war seit dem Jahr 2009 als Kameramann bei verschiedenen Kurzfilmproduktionen tätig. 2014 filmte er den Kurzfilm Krisha für Regisseur Trey Edward Shults. Für Shults filmte Daniels dann auch den Spielfilm Krisha (2015), den Horrorfilm It Comes at Night (2017) und das Drama Waves (2019). Mit Sean Baker arbeitete er an Red Rocket (2021)  und Anora (2024) zusammen.
Im Sommer 2025 wurde Daniels Mitglied der Academy of Motion Picture Arts and Sciences.

## Filmografie (Auswahl)
- 2014: Krisha (Kurzfilm)
- 2015: Krisha
- 2016: Thunder Road (Kurzfilm)
- 2017: It Comes at Night
- 2017: Inheritance
- 2017: Here We Are
- 2018: Arizona
- 2018: Skin (Kurzfilm)
- 2018: Viper Club
- 2019: Euphoria (Fernsehserie, 2 Episoden)
- 2019: Waves
- 2021: Red Rocket
- 2024: Anora